# Chiesa di San Giovanni dell'Origlione

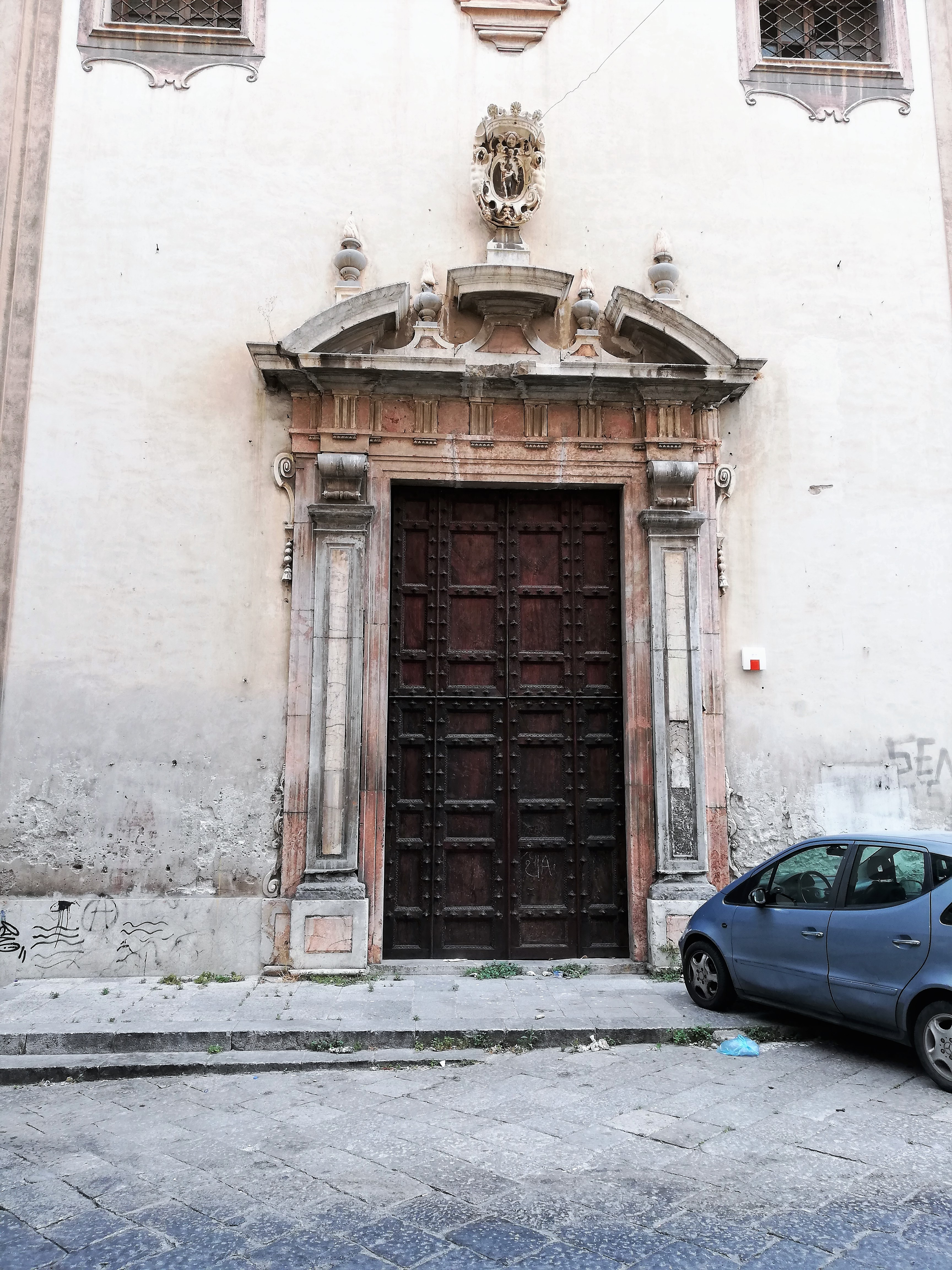
Portale.

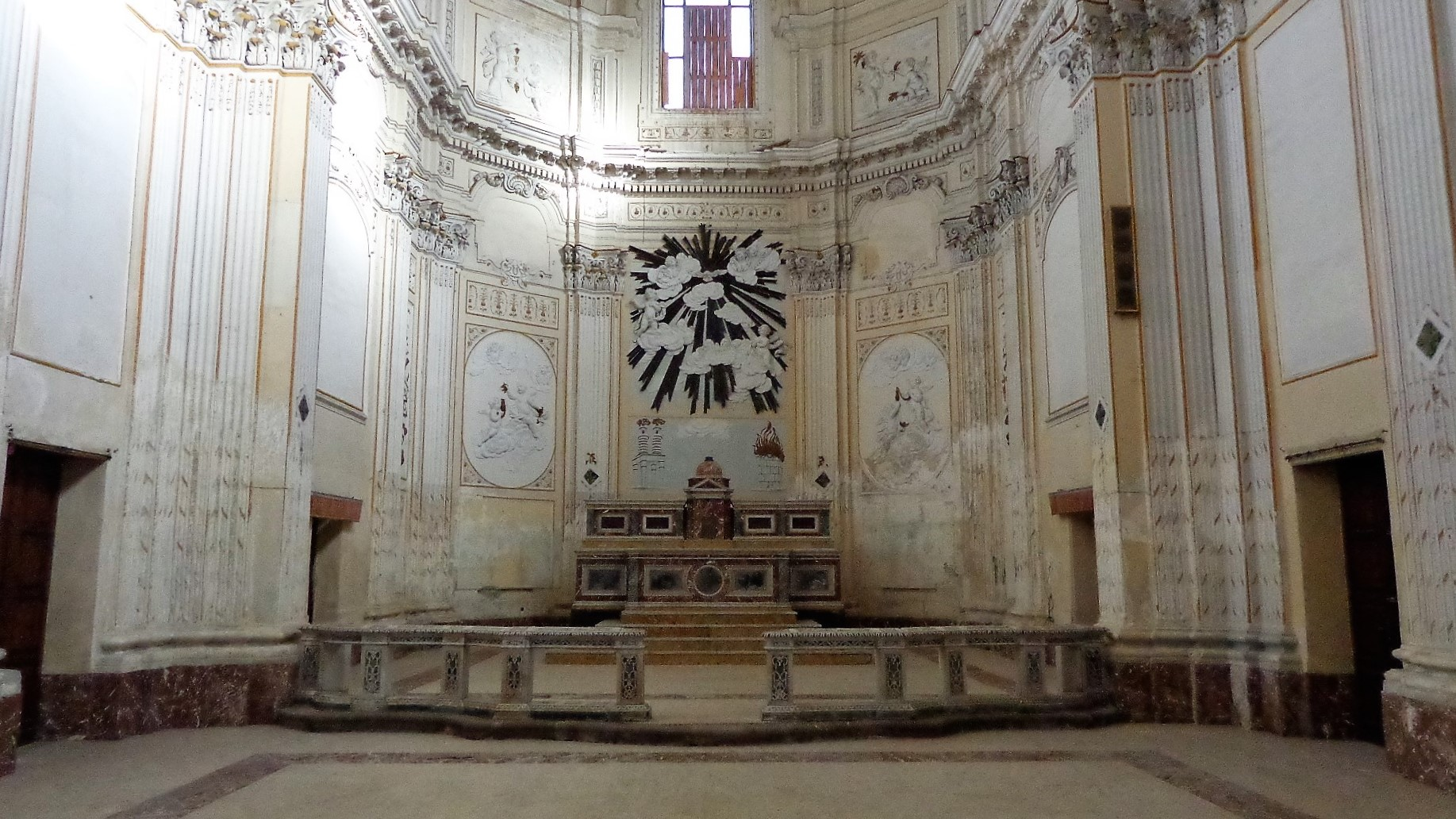
Navata.

La chiesa di San Giovanni dell'Origlione è un edificio di culto situato nel centro storico di Palermo. Il complesso monumentale della chiesa, monastero è ubicato nella piazza Origlione tra il vicolo omonimo e le vie Saladino, Santissimo Salvatore e Protonotaro, nel mandamento Palazzo Reale o Albergaria.

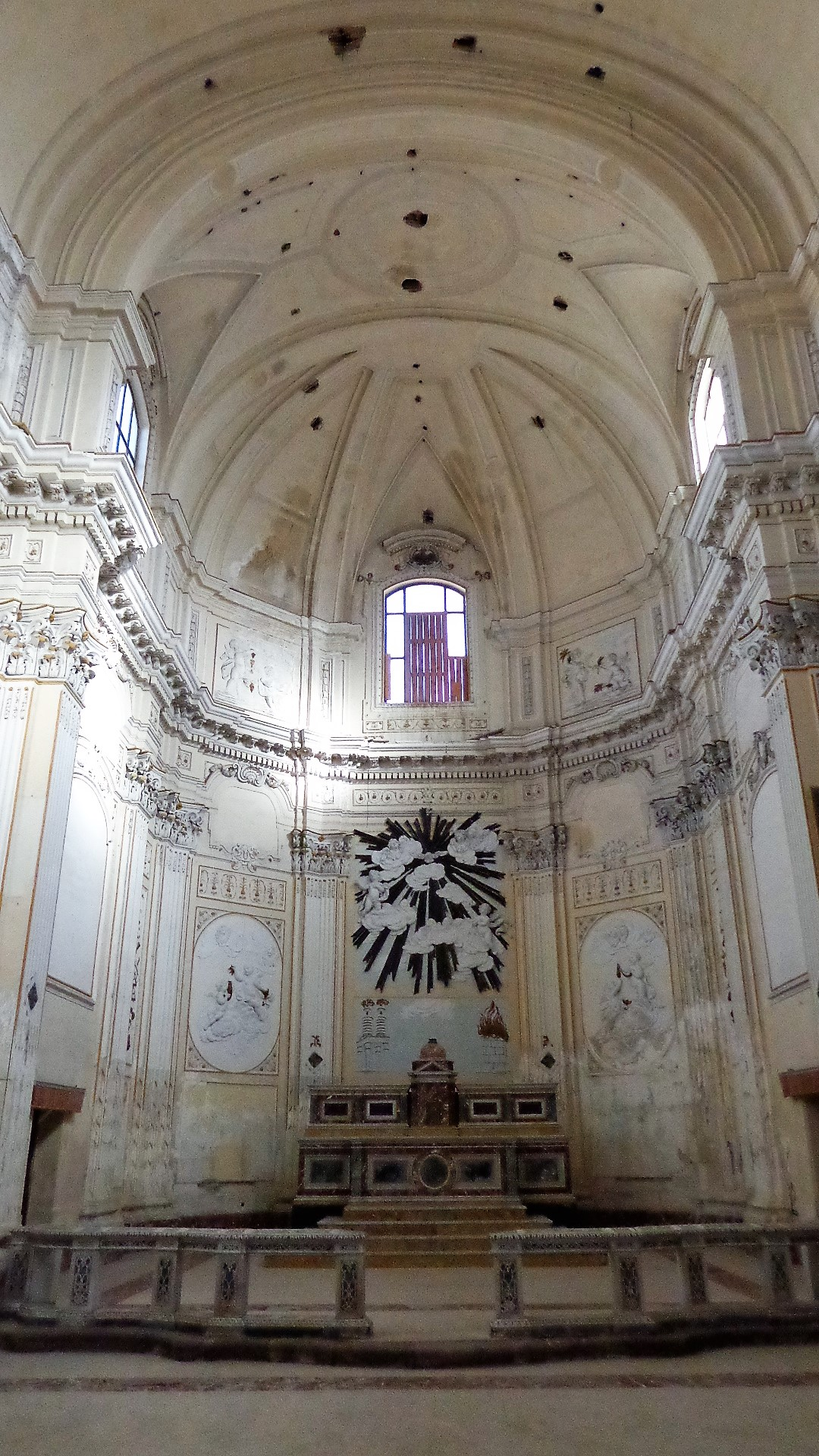
Altare maggiore.

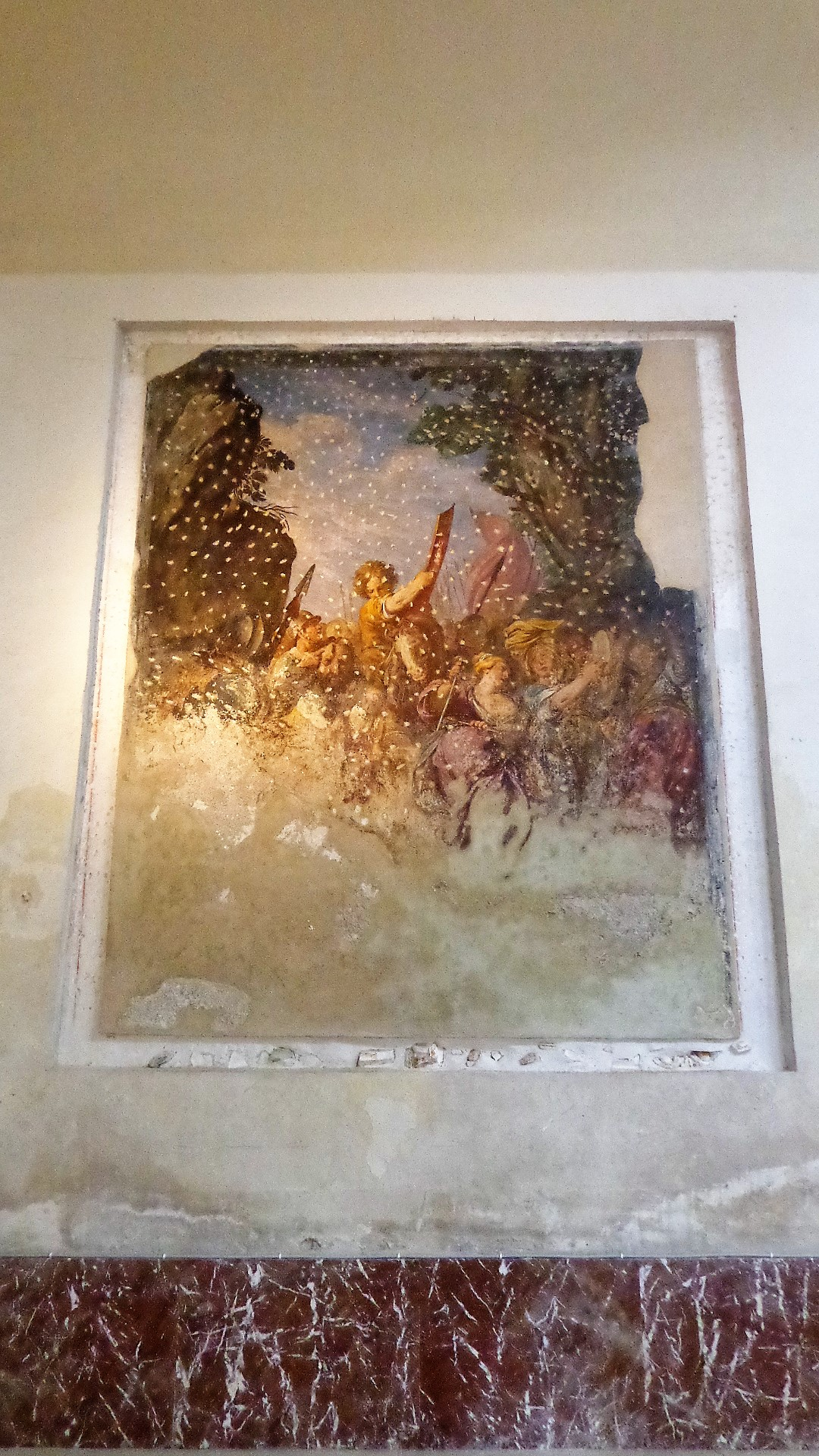
Affresco di Pietro Novelli.

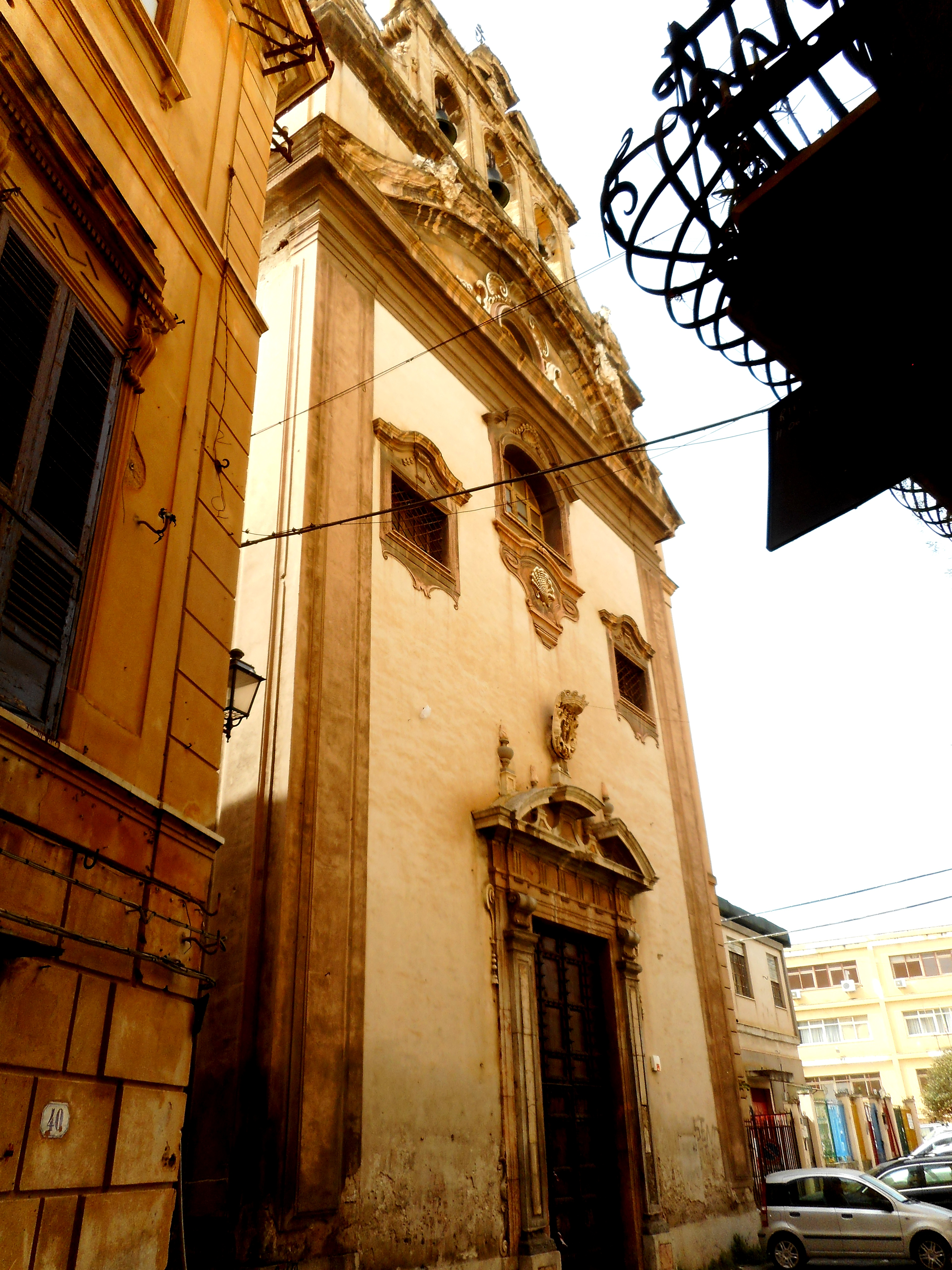
Facciata.

## Storia

### Epoca sveva
- XII secolo, Preesistente grancia o Ospizio dei Cavalieri Gerosolimitani dipendenti dalla Commenda della Guilla.[2]
- 1264 e 1265,[1] In due diversi testamenti si fa riferimento alla località identificata come San Giovanni del Roccone.[3] Il nome deriva dall'alterazione etimologica e dialettale degli elementi presenti sullo stemma raffigurante al centro San Giovanni Battista.[4]

### Epoca aragonese
- 1282, Edificazione di monastero sotto la regola di San Benedetto documentato da Rocco Pirri, Agostino Inveges, Cannizzaro, in epoca aragonese dopo i tumulti causati dai Vespri siciliani.[2]
- 1500, Il Viceré di Sicilia Giovanni Lanuza permette al Senato Palermitano di concedere elemosine a detto monastero.[5]

### Epoca spagnola
- 1532, Desiderose di una vita ancor più contemplativa, alcune monache dell'istituto fondano il monastero dei Sette Angeli sotto la regola delle minime di San Francesco di Paola. All'Origlione furono accorpate le monache del monastero della Grazia: le Ripentite sotto la regola olivetana.[6] Il decadimento del fervore delle monache, complici alcuni scandali causati dall'eccessiva vicinanza all'abitato, impone il trasferimento delle religiose in altri monasteri della città.
- 1554, Pietro Tagliavia d'Aragona[6] rinnova il personale e istituisce una commissione guidata dai Gesuiti.[7]
- 1590, Incorporazione della chiesa della Nunziata dello Scutino.[8]
- 1600,[1] La primitiva piccola chiesa fu rifatta a spese di una monaca appartenente alla famiglia Durante.[9] Nei ripetuti rifacimenti fu dismessa una delle tante espressioni del rinascimento siciliano costituita da una custodia marmorea, opera di Fazio Gagini realizzata nel 1544.[10]
- 1717, È documentato il passaggio per il belvedere sul Cassero.

### Epoca borbonica
- 1782, Restauro.[1][11]
- 1793, Consacrazione presieduta da Gabriele Gravina dei Principi di Montevago fratello dell'arcivescovo Pietro Gravina.[11]
- 1801, Consacrazione presieduta da Giuseppe Carrano presente Ferdinando I delle Due Sicilie.[9]
- 1866, In seguito all'emanazione delle leggi eversive e la conseguente ventata anticlericale, culminata nel sequestro dei beni ecclesiastici, determina l'abbandono delle strutture.

### Epoca contemporanea
- 1943 9 maggio, Il monastero è raso al suolo dai bombardamenti della seconda guerra mondiale. Sull'area fu realizzato un istituto scolastico. La chiesa subì danni nelle strutture e nelle decorazioni.
- 1970c., Per breve periodo affidata ai Padri Mercedari rientrati a Palermo. Sede della parrocchia di San Benedetto. Sede della Confraternita della Madonna di Pompei insediata nel 1953. Oggi è chiusa a visitatori e fedeli per i restauri avviati da oltre un decennio.

## Navata
La chiesa fu affrescata da Pietro Novelli. Gaspare Palermo documenta le seguenti cappelle:
- Navata destra:
  - Prima campata: Cappella di Sant'Ignazio di Loyola. In omaggio a Sant'Ignazio di Loyola per l'opera di assistenza prestata alle suore da parte dei gesuiti;
  - Seconda campata: Cappella della Deposizione. Sull'altare il quadro raffigurante la Deposizione copia di un originale di Peter Paul Rubens;
  - Terza campata: Cappella dell'Immacolata Concezione. Sull'altare il dipinto dell'Immacolata Concezione.
- Navata sinistra:
  - Prima campata: Cappella di San Giovanni Battista. Sull'altare quadro raffigurante San Giovanni Battista di Vito d'Anna;[13]
  - Seconda campata: Cappella di San Benedetto. L'altare custodiva il dipinto San Benedetto che impone la cocolla a San Placido di Gaspare Serenari[14] proveniente dalla distrutta chiesa di Santa Rosalia,[13] oggi custodita nella Sala Beccadelli del Museo diocesano;
  - Terza campata: Cappella del Crocifisso.
- L'abside è arricchito da quattro quadroni con bassorilievi in gesso e da un altorilievo centrale raffigurante lo Spirito Santo, contornato da angioletti e nuvole su fondo a raggiera.
  - L'altare maggiore è in marmi pregiati con inserti di bronzo opera di Vincenzo Todaro del 1798.

Le tele dell'Immacolata Concezione e della Deposizione sono verosimilmente quelle che si trovano collocate all'interno della basilica abbaziale di San Martino delle Scale. Le tele di Vito D'Anna e del Serenari sono custodite nei depositi del Museo Diocesano di Palermo. Uno degli altari laterali arricchisce la Cappella Borremans dell'Episcopio ivi trasferito per volontà del cardinale Ernesto Ruffini.

## Interno
La facciata è incorniciata da due paraste che sostengono un enorme frontone curvilineo. Al centro del timpano è presente un oculo decorato con motivi barocchi. Completa la prospettiva dell'edificio la loggetta con tre campane e l'attiguo campanile coperto. Il portale è sovrastato da insegna coronata recante, nel medaglione centrale, l'immagine di San Giovanni Battista. Il timpano è arcuato e spezzato, il finestrone centrale è decorato con conchiglie e festoni.
L'interno, oggi spoglio, è luminosissimo ed è preceduto dal coro con splendida gelosia in ferro battuto. Nel corso di recenti lavori è riaffiorato sotto lo spesso strato d'intonaco un brano degli affreschi originari attribuiti a Pietro Novelli;

## Monastero di San Giovanni dell'Origlione
- 1282, Primitivo luogo di culto. Gancia della Commenda di San Giovanni la Guilla.[15]

## Commenda della Guilla
- 1182, L'organizzazione della Guilla comprendeva gli aggregati, dipendenze e pertinenze della chiesa di Sant'Agata alla Guilla, chiesa di San Giovanni alla Guilla, primitiva chiesa di San Rocco oggi chiesa dei Santi Cosma e Damiano e chiesa dei Santi Quaranta Martiri alla Guilla.

## Confraternita della Madonna di Pompei
- 1953, Sede del sodalizio.